# كلود مورين (سياسي)
كلود مورين هو كاتب وسياسي كندي، ولد في 16 مايو 1929 في مدينة كيبك في كندا. انتخب عضو الجمعية الوطنية في كيبك ‏.

## روابط خارجية
- كلود مورين على موقع IMDb (الإنجليزية)